# Cedric Teuchert
Cedric Teuchert (* 14. Januar 1997 in Coburg) ist ein deutscher Fußballspieler. Der Stürmer steht seit Juli 2024 bei St. Louis City unter Vertrag und ist ehemaliger U21-Nationalspieler.

## Karriere

### Vereine
Teuchert begann seine Karriere als Vierjähriger beim DVV Coburg und wechselte 2009 in die Jugendabteilung des 1. FC Nürnberg. Während er noch für die A-Jugend spielberechtigt war, kam er am 26. September 2014 zu seinem ersten Einsatz für die zweite Mannschaft des Clubs in der Regionalliga Bayern.
Am 7. November 2014 kam Teuchert zu seinem Debüt in der 2. Bundesliga. Anfang April 2015 unterschrieb er seinen ersten Profivertrag und gehörte fortan zum Kader der ersten Mannschaft. Am 15. Mai 2016 erzielte Teuchert sein erstes Zweitligator zum 1:0-Auswärtssieg gegen den SC Paderborn 07.
Anfang Januar 2018 wechselte Teuchert in die Bundesliga zum FC Schalke 04, bei dem er einen bis zum 30. Juni 2021 gültigen Vertrag unterschrieb. Bis zum Ende der Saison 2017/18 kam der Stürmer unter dem Cheftrainer Domenico Tedesco auf 4 Einwechslungen in der Bundesliga. Auch in der Saison 2018/19 konnte sich Teuchert nicht durchsetzen. Unter Tedesco und dessen Nachfolger Huub Stevens kam er auf 5 Bundesligaeinsätze (3-mal von Beginn). Daneben spielte er im Frühjahr 2019 2-mal für die zweite Mannschaft in der fünftklassigen Oberliga Westfalen, wobei er 3 Tore erzielte.
Zur Saison 2019/20 wechselte Teuchert für ein Jahr auf Leihbasis in die 2. Bundesliga zum Absteiger Hannover 96. Ende November zog er sich im Training einen Jochbeinbruch zu und musste operiert werden, wodurch er die kommenden 5 Ligaspiele verpasste. Insgesamt wurde Teuchert unter Mirko Slomka und dessen Nachfolger Kenan Koçak 23-mal (15-mal von Beginn) in der Liga eingesetzt und erzielte 6 Tore. Insbesondere gegen Ende der Saison war er hinter Marvin Ducksch (15 Tore), Hendrik Weydandt (9) und John Guidetti (3) nur Ersatz. Die Niedersachsen ließen die vereinbarte Kaufoption ungenutzt, woraufhin Teuchert den Verein nach dem Saisonende verließ.
Zur Saison 2020/21 kehrte Teuchert nicht mehr zum FC Schalke 04 zurück, sondern wechselte zum 1. FC Union Berlin. Er konnte sich jedoch unter dem Cheftrainer Urs Fischer in der Offensive um Taiwo Awoniyi, Max Kruse, Joel Pohjanpalo sowie Marius Bülter nicht durchsetzen und kam auf 24 Bundesligaeinsätze (5-mal von Beginn), in denen er 3 Tore erzielte. In der Hinrunde der Saison 2021/22 folgten nur 6 Einwechslungen.
Anfang Januar 2022 kehrte Teuchert zu Hannover 96 zurück. Er unterschrieb einen Vertrag bis zum 30. Juni 2024.
Er verlängerte seinen Vertrag nicht und wechselte zum 1. Juli 2024 in die Major League Soccer zu St. Louis City.

### Nationalmannschaft
Teuchert kam am 10. November 2011 beim 2:2 gegen Polen zu seinem einzigen Einsatz für die deutsche U15-Auswahl und traf nach 10 Minuten zum zwischenzeitlichen 1:1. Für die U16-Nationalmannschaft debütierte er am 5. Oktober 2012 beim 2:2 gegen Österreich und erzielte sein erstes Tor nur drei Tage später gegen den gleichen Gegner beim 6:1-Sieg. Am 26. Februar 2014 spielte Teuchert erstmals für die U17-Auswahl beim 1:1 gegen Portugal. Sein Debüt für die U18-Nationalmannschaft gab er am 27. März 2015 beim 2:1-Sieg in Frankreich, bei dem er nach 53 Minuten das Tor zur 2:0-Führung erzielte. Für die U19-Europameisterschaft 2016 im eigenen Land wurde Teuchert in den deutschen Kader berufen. Im Turnier erzielte er ein Tor in vier Spielen und qualifizierte sich mit der Mannschaft als bester Gruppendritter für die U20-Weltmeisterschaft 2017 in Südkorea.
Anfang Juli 2021 wurde Teuchert von Stefan Kuntz in den Kader der deutschen Olympiaauswahl für das Fußballturnier der Olympischen Sommerspiele 2021, wo er alle drei Spiele bestritt, berufen.